# 河村郡
- 令制国一覧 > 山陰道 > 伯耆国 > 河村郡
- 日本 > 中国地方 > 鳥取県 > 河村郡

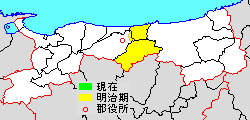
鳥取県河村郡の位置

河村郡（かわむらぐん）は鳥取県（伯耆国）にあった郡。

## 郡域
1879年（明治12年）に行政区画として発足した当時の郡域は、東伯郡三朝町・湯梨浜町および倉吉市の一部（概ね天神川以東）にあたる。

## 歴史

### 古代
郡家は河村郷（一説に多駄郷とも）に置かれ、笏賀郷付近には笏賀駅（『延喜式』）があった。

#### 郷
『和名類聚抄』に記される郡内の郷。
- 笏賀（くつか・くつが）郷
- 舎人（とねり）郷
- 多駄（ただ）郷 - 少なくとも平安時代の康和5年（1103年）以前に「東郷」と改称。
- 埴見（はなみ）郷
- 日下（くさかべ）郷 - 南部は、多駄郷の「東郷」改称と同時期に「西郷」と改称。
- 河村郷
- 竹田郷
- 三朝（みささ）郷

#### 式内社
『延喜式』神名帳に記される郡内の式内社。
| 神名帳             | 神名帳   | 神名帳 | 神名帳 | 比定社     | 比定社                   | 比定社     | 集成 |
| 社名               | 読み     | 格     | 付記   | 社名       | 所在地                   | 備考       | 集成 |
| ------------------ | -------- | ------ | ------ | ---------- | ------------------------ | ---------- | ---- |
| 河村郡 2座（並小） |          |        |        |            |                          |            |      |
| 倭文神社           | シトリノ | 小     |        | 倭文神社   | 鳥取県東伯郡湯梨浜町宮内 | 伯耆国一宮 |      |
| 波波伎神社         | ハハキノ | 小     |        | 波波伎神社 | 鳥取県倉吉市福庭         |            |      |
| 凡例を表示         |          |        |        |            |                          |            |      |

### 近世以降の沿革
- 明治初年時点で、概ね全域が因幡鳥取藩領であった。「旧高旧領取調帳」に記載されている村は以下の通り。●は村内に寺社領が存在。◎は全域が寺社領（三仏寺領）。（2宿106村）

小浜村、筒地村、石脇村、泊宿、園村、宇谷村、宇野村、原村、福永村、北方村、漆原村、方地村、白石村、野方村、藤津村、●宮内村、松崎町、中興寺村、久見村、川上村、高辻村、方面村、別所村、山辺村、中尾村、田畑村、●小鹿谷村、引地村、野花村、長和田村、佐美村、羽衣石村、埴見村、門田村、長江村、上浅津村、下浅津村、赤池村、南谷村、上橋津村、橋津村、光吉村、水下村、長瀬宿、久留村、田後村、清谷村、福庭村、海田村、上井村、山根村、伊木村、八屋村、下余戸村、上余戸村、栗尾村、大原村、本泉村、今泉村、湯谷村、牧村、赤松村、●大柿村、恩地村、助谷村、久原村、曹源寺村、穴鴨村、栗祖村、加谷村、木地山村、下西谷村、上西谷村、四十曲村、福山村、柏山村、下畑村、大谷村、下田代村、上田代村、●森村、鎌田村、吉尾村、下谷村、小河内村、福田村、笏賀村、福吉村、柿谷村、鉛山村、大瀬村、横手村、山田村、湯村、●砂原村、余戸村、波伯山村、吉田村、高橋村、西小鹿村、東小鹿村、神倉村、中津村、坂本村、●片柴村、◎門前村、◎井土村、◎俵原村
- 明治3年（1870年） - 松崎町が松崎宿に、穴鴨村が穴鴨宿にそれぞれ改称。（4宿104村）
- 明治4年7月14日（1871年8月29日） - 廃藩置県により鳥取県の管轄となる。
- 明治7年（1874年）（4宿103村）
  - 1月24日 - 下田代村・上田代村が合併して田代村となる[3]。
  - 12月3日 - 湯村が改称して三朝村となる[3]。
- 明治9年（1876年）8月21日 - 第2次府県統合により島根県の管轄となる。
- 明治10年（1877年）5月22日[3]（4宿100村）
  - 福永村・北方村が合併して北福村となる。
  - 四十曲村・柏山村が合併して福本村となる。
  - 栗祖村が木地山村に合併。
- 明治11年（1878年）10月2日[3]（4宿98村）
  - 山辺村・中尾村が合併して国信村となる。
  - 波伯山村・井土村が合併して西尾村となる。
- 明治12年（1879年）1月12日 - 郡区町村編制法の島根県での施行により行政区画としての河村郡が発足。「河村久米郡役所」が久米郡倉吉町に設置され、同郡とともに管轄。後に「河村久米八橋郡役所」が久米郡倉吉町に設置され、同郡および八橋郡とともに管轄。
- 明治14年（1881年）9月12日 - 鳥取県の管轄となる。

### 町村制以降の沿革

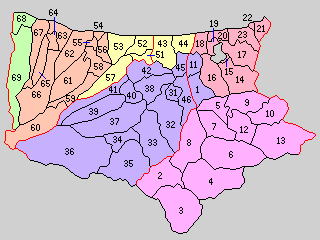
1.西郷村 2.西竹田村 3.源村 4.東竹田村 5.三朝村 6.高勢村 7.賀茂村 8.竹田村 9.鼎村 10.三徳村 11.日下村 12.小鹿村 13.神中村 14.東郷村 15.松崎村 16.花見村 17.舎人村 18.長瀬村 19.浅津村 20.橋津村 21.久津賀村 22.泊村 23.三橋村（紫：倉吉市 桃：東伯郡三朝町 赤：東伯郡湯梨浜町 31 - 46は久米郡 51 - 69は八橋郡）

- 明治22年（1889年）10月1日 - 町村制の施行により、以下の各村が発足。（23村）
  - 西郷村 ← 大原村、栗尾村、下余戸村、上余戸村、八屋村、伊木村、山根村（現・倉吉市）
  - 西竹田村 ← 下西谷村、上西谷村、福本村、福山村（現・東伯郡三朝町）
  - 源村 ← 大谷村、下畑村、田代村（現・東伯郡三朝町）
  - 東竹田村 ← 穴鴨宿、加谷村、木地山村（現・東伯郡三朝町）
  - 三朝村 ← 大瀬村、横手村、山田村、三朝村、砂原村（現・東伯郡三朝町）
  - 高勢村 ← 小河内村、笏賀村、福吉村、柿谷村、鉛山村（現・東伯郡三朝町）
  - 賀茂村 ← 本泉村、森村、吉尾村、下谷村、福田村、鎌田村（現・東伯郡三朝町）
  - 竹田村 ← 今泉村、湯谷村、赤松村、大柿村、牧村、恩地村、久原村、曹源寺村、助谷村（現・東伯郡三朝町）
  - 鼎村 ← 余戸村、片柴村、坂本村（現・東伯郡三朝町）
  - 三徳村 ← 門前村、俵原村（現・東伯郡三朝町）
  - 日下村 ← 上井村、海田村、福庭村、清谷村（現・倉吉市）
  - 小鹿村 ← 吉田村、西尾村、高橋村、西小鹿村、東小鹿村（現・東伯郡三朝町）
  - 神中村 ← 神倉村、中津村（現・東伯郡三朝町）
  - 東郷村 ← 引地村、小鹿谷村、田畑村、国信村、別所村、方面村、高辻村、川上村、中興寺村、久見村（現・東伯郡湯梨浜町）
  - 松崎村（松崎宿が単独村制。現・東伯郡湯梨浜町）
  - 花見村 ← 長和田村、長江村、門田村、佐美村、埴見村、羽衣石村、野花村（現・東伯郡湯梨浜町）
  - 舎人村 ← 藤津村、宮内村、野方村、白石村、方地村、漆原村、北福村（現・東伯郡湯梨浜町）
  - 長瀬村 ← 田後村、水下村、長瀬宿、久留村（現・東伯郡湯梨浜町）
  - 浅津村 ← 光吉村、下浅津村、上浅津村、南谷村（現・東伯郡湯梨浜町）
  - 橋津村 ← 上橋津村、橋津村、宇野村、赤池村（現・東伯郡湯梨浜町）
  - 久津賀村 ← 小浜村、筒地村、石脇村（現・東伯郡湯梨浜町）
  - 泊村（泊宿が単独村制。現・東伯郡湯梨浜町）
  - 三橋村 ← 園村、原村、宇谷村（現・東伯郡湯梨浜町）
- 明治24年（1891年）10月23日 - 橋津村の一部（宇野）が分立して宇野村が発足[3]。
- 明治29年（1896年）4月1日 - 郡制の施行のため、河村郡・久米郡・八橋郡の区域をもって東伯郡が発足。同日河村郡廃止。

## 行政
歴代河村・久米郡長、および河村・久米・八橋郡長については久米郡を参照。